# Quercusia
Quercusia is een geslacht van vlinders uit de familie Lycaenidae, de kleine pages, vuurvlinders en blauwtjes.

## Soorten
- Quercusia quercus (Linnaeus, 1758)